# 索伊巴达县
索伊巴达县是东帝汶民主共和国马纳图托区的一个县，该县面积130.34平方公里，2010年人口普查时时人口为3030，县治位于索伊巴达。